# The Midnight Call
The Midnight Call è un cortometraggio muto del 1914 diretto da Fred Huntley.

## Trama
Un giovane medico riesce a salvare un'ereditiera che è stata tenuta rinchiusa per due anni.

## Produzione
Il film fu prodotto dalla Selig Polyscope Company.

## Distribuzione
Distribuito dalla General Film Company, il film - un cortometraggio di 200 metri - uscì nelle sale cinematografiche statunitensi il 31 marzo 1914. Nelle proiezioni, veniva programmato con il sistema dello split reel, accorpato in un'unica bobina con un altro cortometraggio prodotto dalla Selig, il documentario Fancy Skating.